# 雲 (蕭麗虹作品)
《雲》系列作品是藝術家蕭麗虹自1984年開始創作的陶藝作品，並有多種呈現方式。《雲》系列作品是其最為著名的系列作品，也是最具有代表性和自傳性的作品。其中《雲，no.36》由中華民國臺北市臺北市立美術館典藏。

## 創作組成
蕭麗虹雖然在大城市成長，但自小就非常喜歡觀察自然界的景物，雲彩、山川、星辰、海水、彩虹等都給其莫大的觀照。因此在題材方面，蕭麗虹早期的作品都是以雲彩、水氣、風雨、彩虹等大自然動態為表現主題。其中她喜歡躺在沙灘上看著天空的變化，特別是關注不斷變化的雲彩。她將自己投射在雲朵尚，幻想自己就是俯瞰人世的雲。這些自然事物使她在紛擾的世界獲得超脫，得以寄託並迴避人生與社會問題。她在這個階段表現出對自然界的觀察力，以追求自然之美與和諧為主題，作品風格則講究唯美主義的意境。
1982年至1985年之間，蕭麗虹三度前往美國進入短期陶藝研習班，以吸收新的知識技巧、了解現代陶藝發展的方向，並進一步將國際新資訊介紹到臺灣。1982年夏天，她首次前往美國紐約參加陶藝研究講習會，與菲利普·考李留斯（Philip Cornelius）、詹姆斯·馬金（James Makin）學習開放的拉坯概念，由此導至往後製造薄片以及《雲》系列的技巧。1983年後，在全心投入陶藝創作之後，她的作品除了實用器皿之外，追求更豐富內涵與表現方式的觀念性造型。其興趣由瓶罐轉入陶板的應用，先是實驗可結合實用性與觀賞性的盤子，後來捨棄實用性而進入純粹造型與繪畫的階段。她利用陶土來模擬紙張或銀片的效果，也反映在其後一系列的《海浪》及《雲》作品。
1984年，蕭麗虹再次前往美國，參加緬因州緬因州工藝學校陶藝創作高級研究班、以及紐約帕森設計學院陶塑設計研習班。其中她在緬因州工藝學校學習應用色彩與白土混合做為陶藝材料的技術，該技術使得她能夠開創的《雲》系列作品。她的《雲》有三種不同的做法：一、以製作麥芽糖的的方法，在陶板畫面利用將泥漿淋在報紙上堆疊成片，待乾燥後成為薄片，表現雲朵的蓬鬆質感與立體層次變化。二、使用刀削麵的方法，將塑性較低的黏土以不鏽鋼線切割成為薄片，產生自然鬆裂、斷紋與斷面的黏土切面，從而表現雲朵的鬆軟質感。三、將薄片桿到破裂而呈現自然的裂痕。
為了增加雲彩表面的輕飄與浮動、強調輕柔質感與立體明暗對比，蕭麗虹在白淨的瓷土薄片乾燥後加以素燒，其後再多次噴施清淡的透明釉，入窯高溫燒過後再加上一層五彩閃光釉。另外，她還藉著陶板的揉曲及陶板表面噴刷釉彩色塊的方式，來表現大自然的景物與朦朧溫潤的水氣。《雲》系列作品的呈現有多種方式，例如將雲片依照對應安排直接黏接在黑色木板上，傾向於表現其靜止狀態；又或者黏接在施有清淡釉色、象徵天空背景的襯托陶板，然後再將多塊貼有雲片的木板或陶板組合成一件作品，呈現飄動的幻覺。

## 系列作品
| 作品圖像 | 作品標題        | 作品標題        | 創作年份 | 作品材質                                                     | 尺寸：長×寬×高（公分） | 典藏地點   | 典藏單位       | 作品說明 | 參考資料 |
| -------- | --------------- | --------------- | -------- | ------------------------------------------------------------ | ---------------------- | ---------- | -------------- | -------- | -------- |
|          | 雲，no.1        | 雲，no.1        | 1984年   | 瓷土（1,000°C素燒）                                          | 20×20×7                |            |                |          | [ 8 ]    |
|          | 雲，no.2        | 雲，no.2        | 1984年   | 瓷土（1,000°C素燒）                                          | 20×20×7                |            |                |          | [ 8 ]    |
|          | 雲，no.6        | 雲，no.6        | 1986年   |                                                              | 118×58×4               |            |                |          | [ 9 ]    |
|          | 雲，no.10       | 雲，no.10       | 1986年   |                                                              | 106×55×5               |            |                |          | [ 9 ]    |
|          | 雲，no.20（滴） | 雲，no.20（滴） | 1986年   |                                                              | 66×72×5                |            |                |          | [ 10 ]   |
|          | 雲，no.32       | 雲，no.32       | 1987年   | 瓷土、釉藥、木材盒子、壓克力板                               | 56×52×6                |            |                |          | [ 11 ]   |
|          | 雲，no.34       | 雲，no.34       | 1987年   | 瓷土、釉藥、木材盒子、壓克力板                               | 52×52×10               |            |                |          | [ 11 ]   |
|          | 雲，no.36       | 雲，no.36       | 1987年   | 骨瓷半、無光半透明釉（釉下彩、1,260°C氧化燒、720°C閃光釉燒） | 130×72×12（三半組合）  | 臺灣臺北市 | 臺北市立美術館 |          | [ 12 ]   |
|          | 雲，no.43       | 雲，no.43       | 1988年   | 瓷土、釉藥、木材盒子、壓克力板                               | 56×52×6                |            |                |          | [ 13 ]   |
|          | 雲，no.44       | 雲，no.44       | 1988年   |                                                              | 100×66×8               |            |                |          | [ 14 ]   |
|          | 雲，no.47       | 雲，no.47       | 1990年   | 瓷土、釉藥、木材盒子、壓克力板                               | 56×52×7                |            |                |          | [ 13 ]   |
|          | 雲，no.51       | 雲，no.51       | 1990年   |                                                              | 27×27×2                |            |                |          | [ 15 ]   |

## 造成影響
蕭麗虹早期的作品裡反映「極簡主義」的美學觀點，是其「為藝術而藝術」的純粹時期。而《雲》系列作品是其最為著名的系列作品，也是最具有代表性和自傳性的作品。在早期陶板作品中，蕭麗虹基於黏土材料不斷研究與試驗並掌握素材特性，對於陶板材質與表面質感處理、及製作技術與釉色變化要求十分嚴格，得以完成具有高難度的薄瓷土作品，並因此形成自己這個時期脫俗的作品風格。